# توم مايرز (لاعب كرة قدم أمريكية)
توم مايرز (بالإنجليزية: Tom Myers)‏ هو لاعب كرة قدم أمريكية أمريكي، ولد في 24 أكتوبر 1950 في كوهوس في الولايات المتحدة.

## وصلات خارجية
- توم مايرز على موقع مرجع كرة القدم المحترفة.كوم (الإنجليزية)